# Estádio da Gávea
O Estádio José Bastos Padilha, mais conhecido como Estádio da Gávea ou simplesmente Gávea, é um estádio de futebol localizado na sede social do Clube de Regatas do Flamengo, no bairro do Gávea, no município do Rio de Janeiro, no Brasil.
Apesar de ser chamado de Estádio da Gávea, de uma forma generalizada, o local se situa na Avenida Borges de Medeiros, 997 no bairro da Lagoa, próximo ao limite com os bairros do Leblon e Gávea. A alcunha de Gávea ficou como nominal definitivo devido o terreno doado para a construção do estádio ficar na Freguesia da Gávea, conforme antiga divisão administrativa da cidade do Rio de Janeiro.

## História

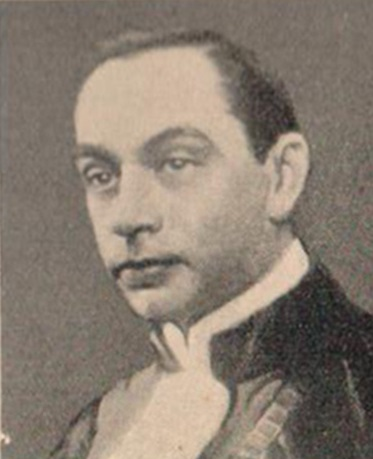
Faustino Monteiro Esposel, Presidente (1926-1927), responsável pela arrendamento da Gávea.

José Bastos Padilha (1936).

O Estádio do Flamengo começou em janeiro de 1926, quando um grupo representativo de rubro-negros, liderado pelo presidente do clube, Faustino Esposel, iniciou entendimentos com o prefeito do então Distrito Federal, Alaor Prata, para obter um terreno onde pudesse erguer uma nova sede para os chamados "sports terrestres". A área oferecida, de 34.120 metros quadrados, literalmente às margens da Lagoa Rodrigo de Freitas, chegou a ser descartada, pois parte do quadro social a considerou "um areal de fim de mundo", que dependia em sua parte de aterro e, é claro, de urbanização. Mas a habilidade de Esposel contornou a situação, e o contrato de arrendamento acabou sendo assinado em 2 de março daquele ano. O Flamengo, no entanto, só passou a planejar a transferência das atividades para o local, conhecido então como Freguesia da Gávea, em 1931, na administração Carlos Mamede. Faltava sobretudo, para torná-la uma autêntica "praça de sports", o dinheiro para a construção do estádio de futebol, problema que começou a ser solucionado com a compreensão dos associados, que concordaram com um acréscimo em suas mensalidades. Além disso, foi preciso que o prefeito Pedro Ernesto, atendendo a pedido do presidente rubro-negro José Bastos Padilha, concedesse, através de decreto, um empréstimo de 70 contos de réis para as obras.
Em de 14 de novembro de 1931, pelo decreto municipal 3.686, o Flamengo ficou com o direito de cessão e aforamento do terreno da Lagoa. Ali o clube construiu seu primeiro estádio de futebol, com cercas de madeira.
No dia 28 de dezembro de 1933, o então presidente José Bastos Padilha pagou a taxa de 497 contos de réis e o Flamengo pôde começar as obras de construção do estádio da Gávea o Estádio José Bastos Padilha, com capacidade para 6 mil espectadores na época. No lançamento da pedra fundamental do estádio, o Prefeito do Distrito Federal já era Pedro Ernesto, que foi homenageado na ocasião. Em 10 de janeiro de 1935, pressionado pela Prefeitura, o presidente José Bastos Padilha anunciou o término da construção do muro de alvenaria em volta do terreno, uma das exigências do contrato de cessão do imóvel. Foram colocados quatro portões de madeira e construída uma pista de atletismo em volta do campo. Algum tempo depois, o Flamengo conseguiu a instalação de água para irrigação do gramado e chuveiro nos vestiários, além de luz elétrica e um telefone particular.
Em 14 de março de 1936, o Conselho Deliberativo autorizou o início das obras de construção das arquibancadas do estádio. Foram arrecadados 500 contos de réis para que a Comissão de Obras formada por Mário Rebello de Oliveira, Manuel Joaquim de Almeida, Comandante Alberto Lucena, José Manoel Fernandes, Gustavo de Carvalho e Alejandro Baldassini contratasse os construtores. A primeira estaca, de um total de 160 a cargo da firma Pieux-Franki, foi batida com uma grande solenidade no dia 9 de agosto de 1936. Custo da obra: 360 contos de réis. O preço total do estádio tinha sido avaliado em 1 milhão e 100 mil contos de réis, a cargo da Construtora Pederneiras S. A.
Para não parar a obra, era preciso arranjar dinheiro e isso foi feito através do lançamento de títulos de sócio proprietário autorizado pelo Conselho Deliberativo em sessão de 9 de janeiro de 1937. Inicialmente, foram lançados 100 títulos a 4 contos de réis cada um. Sucesso total, comprovando mais uma vez a enorme popularidade do Flamengo junto ao povo. Todos foram vendidos em 30 dias e o Flamengo arrecadou 400 contos de réis. Mais 100 títulos foram lançados - já com aumento - a 5 contos de réis cada e também vendidos. Mais 500 contos de réis no caixa do Flamengo.
As obras estavam sendo tocadas a pleno vapor quando o presidente José Bastos Padilha renunciou ao cargo alegando cansaço após cinco anos lutando pela construção do estádio. Raul Dias Gonçalves assumiu e completou o mandato até 31 de dezembro de 1938.
No meio do mandato de Raul Gonçalves, o conselheiro Oscar Esposel propôs a inauguração do Estádio da Gávea em 15 de novembro de 1938, quando o Flamengo estivesse completando 43 anos de fundação. Mas a festa aconteceu antes. No dia 4 de setembro de 1938, o Estádio da Gávea, logo depois batizado “Estádio José Bastos Padilha”.

### Jogos históricos
O jogo de estreia do Flamengo no estádio foi contra o Vasco da Gama em 4 de setembro de 1938 pelo campeonato carioca daquele ano. Na ocasião, a equipe vascaína ganhou por 2 a 0 e o primeiro gol do estádio foi marcado por Niginho, mas a alegria era mesmo rubro-negra, por estar com a nova casa concluída.
Em 16 de abril de 1939, o presidente da FIFA, Jules Rimet, assistiu das arquibancadas do estádio à goleada rubro-negra diante do Botafogo por 4x1.
O Fla-Flu da Lagoa, realizado em 23 de novembro de 1941, entrou para a história. Neste embate, os jogadores do Fluminense chutaram de propósito bolas na direção da Lagoa Rodrigo de Freitas (na época, o estádio e a lagoa eram vizinhos sem o obstáculo do clube social ao seu leste, eram pouco mais de 260 metros de distância), tentando ganhar tempo no jogo disputado no estádio da Gávea, e os remadores do Flamengo teriam se lançado às águas para resgatar as bolas como gangulas aquáticos. O emocionante empate por 2 a 2 garantiu o título para o Flu, conforme fatos publicados  em O Globo Esportivo, edição 171 de 1941, em sua página 5.

#### Utilização do estádio por outros clubes
Em 1939 e 1940, jogos de outras equipes do campeonato carioca foram disputados na Gávea, como, por exemplo, os clássicos entre Fluminense e Vasco pelo turno de 1939 neutro foram disputados lá, além de várias partidas do Botafogo e do America. 
Em março de 1969, em virtude do péssimo estado do gramado do Estádio de São Januário, o Vasco transferiu para o estádio rubro-negro sua partida contra a Portuguesa da Ilha do Governador. E em dezembro de 1974, Fluminense e Botafogo, já eliminados do Carioca daquele ano, fizeram lá o Clássico Vovô do terceiro turno do certame.

### Últimas atividades antes do hiato
Em 1994, o então presidente Luiz Augusto Veloso implantou, em parceria com uma empresa privada, uma arquibancada tubular no estádio, já retirada, ampliando a capacidade para 25.000, de modo a poder usar o estádio em partidas contra equipes de menores e dessa maneira, reservar o Maracanã somente para partidas contra times de maior expressão. O Estádio da Gávea passou a servir como palco para eventos, gerando uma fonte alternativa de receita para o clube .
O Flamengo não utiliza mais o Estádio da Gávea para partidas de futebol profissional. Seu último jogo oficial no local foi em 27 de abril de 1997, quando venceu por 3 a 0 o Americano, pelo campeonato carioca daquele ano. Desde então, o clube passou a mandar suas partidas no Maracanã e esporadicamente em algum outro estádio dentro ou fora do estado do Rio de Janeiro .
Em 2014, a seleção holandesa utilizou o local para treinamentos, visando á Copa do Mundo daquele ano.

### Números e estatísticas
Somadas todas as partidas desde 1938 até 1997, foram 203 jogos oficiais disputados pelo Flamengo no estádio, com 167 vitórias, 20 empates e 26 derrotas. Destes 203 jogos, estão incluídos jogos oficiais de competições nacionais. Em 1989, por exemplo, o estádio sediou o primeiro jogo da história da Copa do Brasil, na tarde de 19 de julho, quando o Rubro-Negro venceu o Paysandu por 2 a 0. Ao todo, foram cinco partidas pelo torneio e outras cinco pelo Campeonato Brasileiro.
Além disso, foram 20 jogos não-oficiais, com 11 vitórias, três empates e seis derrotas. 
A maior goleada foi um 10 a 1 diante do Bonsucesso, aplicada em 13 de outubro de 1945 pelo Campeonato Carioca. E o maior goleador rubro-negro no estádio é o gaúcho Pirillo, que marcou 71 vezes entre 1941 e 1947.

## Projeto

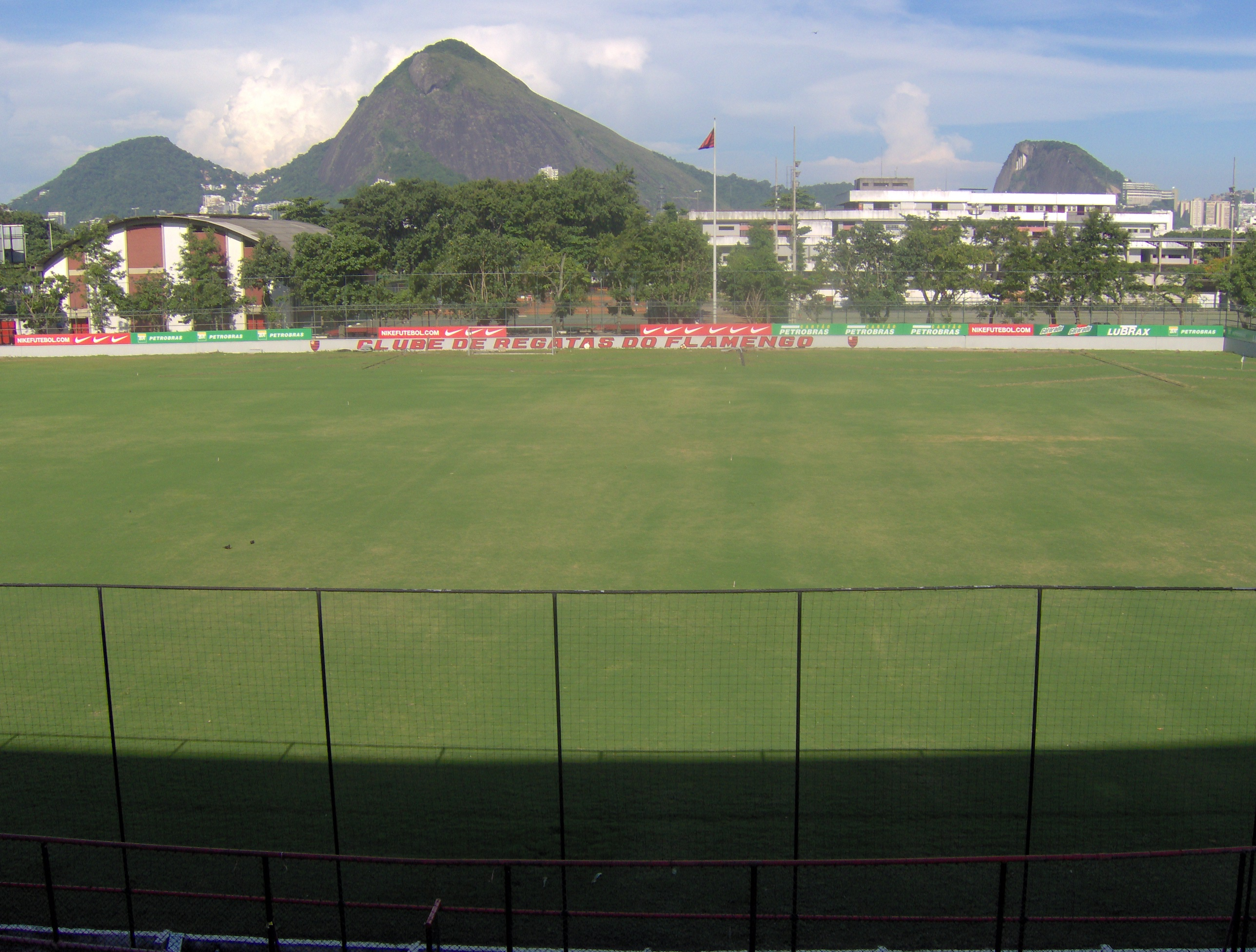
Visão da arquibancada da Gávea em 2007

Atualmente, o Flamengo não joga no Estádio da Gávea. O clube sempre utiliza o Maracanã ou outros estádios. O Flamengo ao longo da história acumula projetos de revitalização da Gávea, tornando-a uma arena para enfrentar equipes de menor expressão. 
Em outubro de 2013, o clube assinou contrato com a concessionária 'Maracanã SA' em que consta o compromisso de que a construtora Odebrecht (atual OEC) (sócia majoritária do consórcio administrador do Maracanã) realizará estudo de viabilidade para a construção ou reforma do estádio para ampliação do estádio para 25.000 pessoas, estudo esse que deveria ter sido finalizado até o fim do ano de 2014.

### Arena
Visando economia e menores custos, uma vez que o Maracanã é o maior estádio do Brasil e os seus custos operacionais são igualmente grandes, e tendo em mãos o fato do Flamengo ter faturado apenas 13% do arrecadado com a bilheteria mandante em 2018, surgiu o projeto Arena da Gávea, feito por Eduardo El Khouri. O Projeto de 31.470 lugares se mostrou ser de longe o mais provável de sair do papel após tantos projetos e ideias de arenas e estádios próprios para o Flamengo  e seria levantado justamente onde hoje se encontra o atual Estádio da Gávea.

## Atualidade
A partir de Setembro de 2020, o Estádio da Gávea voltou em definitivo a ter partidas de futebol do Flamengo, dessa vez os encarregados de defenderem as cores do clube dentro de sua eterna casa são os garotos e garotas das categorias de base e a categoria principal do Futebol Feminino. As partidas oficiais ocorrem tanto por parte da FERJ quanto da CBF. 
O Flamengo gastará cerca de R$ 4,5 milhões para reformar a Gávea em 2023, com  as obras na arquibancada se iniciadas já no fim de fevereiro e o início de março. O orçamento foi aprovado Conselho de Administração do clube e celebrado pelo vice de patrimônio do Rubro-Negro, Artur Rocha. De acordo com o dirigente, a arquibancada do estádio do Mengão voltará a receber público a partir de novembro deste ano.

## Outros usos além do futebol
Em 2016, o estádio serviu como centro de treinamento da equipe de Rugby dos Estados Unidos que disputou as Olimpíadas daquele ano.

### Eventos

#### Não desportivos
Eventos de destaque realizados na Gávea:
- O estádio recebeu público de mais de 20 000 espectadores na apresentação de Ronaldinho Gaúcho pela equipe do Flamengo, em 12 de janeiro de 2011.[5]

#### Espetáculos Musicais
O Estádio da Gávea possui uma história rica em grandes shows musicais. Durante anos, o estádio recebeu renomados cantores e bandas internacionais, como Elton John, Julio Iglesias, Oingo Boingo, Marilyn Manson e Metallica. Além disso, importantes artistas da música nacional, como Sepultura e Roberto Carlos, também se apresentaram no local. Embora o estádio não seja mais utilizado para shows atualmente, esses eventos deixaram um legado de momentos memoráveis e contribuíram para a cena musical da cidade. A história do Estádio da Gávea como palco de espetáculos musicais permanece como parte significativa do seu passado.
| Data                   | Artista(s)/Banda(s) | Público  | Turnê/Show                   | Notas | Ref.                 |
| ---------------------- | ------------------- | -------- | ---------------------------- | --- | -------------------- |
| Setembro de 1982       | Julio Iglesias      | ≅ 80.000 | –                            | No espetáculo, Julio Iglesias cantou Natalie, Quiereme Mucho, Jurame, Devaneos e América. Em determinado momento do show, o cantor trocou o terno escuro pela camisa número 5 do Flamengo, levando a plateia ao delírio. | [ 10 ] [ 11 ]        |
| 31 de março de 1990    | Oingo Boingo        | –        | –                            | No Brasil, o Oingo Boingo fez um show no Estádio da Gávea em 1990 com lotação esgotada. | [ 12 ]               |
| 19 de março de 1994    | Roberto Carlos      | ≅ 25.000 | "Luz"                        | O show "Luz" foi um espetáculo com o qual o cantor se apresentou em todo o Brasil e no exterior. | [ 13 ]               |
| 24 de novembro de 1995 | Elton John          | ≅ 60.000 | Made in England Tour         | Um megashow recebido pelo estádio, saiu posteriormente em DVD. | [ 14 ]               |
| 20 de novembro de 1996 | Marilyn Manson      | –        | Dead To The World Tour       | | [ 15 ]               |
| 9 de maio de 1999      | Sepultura           | ≅ 30.000 |                              | Abertura do show do Metallica | [ 16 ] [ 17 ] [ 18 ] |
| 9 de maio de 1999      | Metallica           | ≅ 30.000 | Garage Remains the Same Tour | Era um dia das mães quando a banda liderada por James Hetfield subiu ao palco montado no estádio do Flamengo. No repertório, clássicos como Master Of Puppets fizeram a galera pular muito. Os fãs foram à loucura.      | [ 16 ] [ 17 ] [ 18 ] |